# Execució d'hipoteca
En Dret processal, es denomina execució d'hipoteca (dins d'una acció hipotecària), a un procediment executiu a través del qual s'ordena la venda d'un bé immoble que estava gravat amb una hipoteca per incompliment del deutor de les obligacions garantides amb la hipoteca.
Es tracta d'un procediment ràpid i reglat, mitjançant el qual es busca de manera transparent, normalment mitjançant subhasta pública, fer efectiu el valor del bé immoble per pagar els deutes no satisfets.
Una vegada venut el bé immoble i pagats els deutors hipotecaris, l'import restant de la venda del bé es retorna al propietari del bé immoble (que no ha de coincidir sempre amb el deutor).

## Característiques
Els procediments d'execució d'hipoteques estan regulats per la llei, i normalment han de complir una sèrie de tràmits que intenten maximitzar la publicitat i la transparència del procediment de venda de l'immoble, amb la finalitat d'obtenir-ne el preu més just possible, dins de les circumstàncies, per al propietari.
D'altra banda, els procediments són més simplificats que els ordinaris, ja que no entren a conèixer sobre el deute en si. Els únics aspectes que s'estudien en una execució de la hipoteca és si existeix aquesta hipoteca i si el deute ha estat impagat, sense importar-ne el motiu pel qual aquest deute va ser impagat, que seria objecte d'un segon procediment ordinari per a la devolució del deute. El motiu és donar una major seguretat jurídica al creditor per al cobrament del seu crèdit, enfortint amb això el tràfic comercial.